# Adidas
Adidas AG er et tysk firma, der producerer sportsudstyr og diverse ting indenfor sportsmode, særligt kendt for at lave fodtøj, men også bl.a. trøjer og shorts. Adidas er en del af Adidas Group, som også ejer Reebok. Adidas blev i sin tid startet af to brødre, Adolf og Rudolf Dassler, men de blev uvenner, og Rudolf Dassler startede derfor Puma med fokus på modetøj. Forholdet mellem de to firmaer er dog blevet bedre gennem tiden.[kilde mangler]Adidas har siden 2004 været tøjsponsor til det danske landshold i fodbold. En aftale de overtog fra det danske firma Hummel. Aftalen løber til 30. juni 2012. 
I 2009 fik AaB en kontrakt med Adidas. Andre klubber har trøjer fra Adidas f.eks.: Real Madrid,Bayern München, F.C. København og mange flere.
Logoet skal forstille et bjerg, som skal betyde at man kan overkomme alt.